# Силеноз
Силеноз (истинско име Sven Atle Kopperud, роден 1 март 1977) е Норвежки китарист които е създател с Шаграт и Тжодалв на симфоничната блек метъл група Диму Боргир.

## Биография
Силеноз е китарист на Димму Боргир още от самото създаване на групата. Той също така и композира песни и пише почти всички текстове на групата. Той е беквокал („Stormblåst“, its re-record, и „Godless Savage Garden“) и бас китара („Stormblåst MMV“).
Той е вокал в дебютния албум на групата „For All Tid“ (превод: За Всички Времена). От началото бил известен като Erkekjetter Silenoz.
Той свири на бас китара в траш метъл групата „Nocturnal Breed“.
Силеноз е силнят фактор в албума In Sorte Diaboli като пише всички песни и всички текстове през 2007 година.

## Дискография
- For All Tid (1994)
- Stormblast (1996)
- Enthrone Darkness Triumphant (1997)
- Sipritual Black Dimesions (1999')
- Puritanical Euphoric Misantrophy (2001)
- Death Cult Armagedon (2003)
- Stormblast MMV (2005)
- In Sorte Diaboli (2007)
- Abrahadabra (2010)